# Sinagoga Nidjei Israel (Condesa)
La Sinagoga Nidjei Israel es un centro religioso de la comunidad judía asquenazí en México, el cual se encuentra ubicado en la Colonia Condesa en la Ciudad de México. Forma parte del Centro Comunitario Nadjei Israel. Ahora pertenece a la AMABPAC (Asociación Mexicana de Archivos y Bibliotecas Privadas, Asociación Civil).

## Historia del edificio
Después de habitar, desde la época colonial, en Mixcalco, en el actual Centro Histórico de la Ciudad de México y la primera Sinagoga Nidjei Israel fue erigida en la calle de Justo Sierra, la Condesa fue la primera colonia en ser habitada por la comunidad judía.
Con sinagogas ya existentes en la Ciudad de México, algunos dirigentes de la comunidad asquenazí adquirieron un terreno en la colonia Condesa para la construcción de una sinagoga así como un espacio para albergar otras actividades para la comunidad. La ceremonia de colocación de la primera piedra se realizó en 1959, pero debido a problemas de financiamiento, El Centro no pudo ser inaugurado sino hasta 1965.
El arquitecto Elías Lifshitz abrevó en el concepto -incluido en la Sancta Sanctorum- de la mesa de los panes de la presencia de la Santa Faz, que se remonta al éxodo de Egipto. Se inauguró en 1965 y fue remodelada en 1993. El edificio alberga otras instituciones: Museo Judío y del Holocausto Tuvie Maizel, el centro de documentación e Investigación de la Keila Ashkenasi, la Federación Sionista de México y el Consejo de Mujeres Israelitas.
«La base del diseño fue la Estrella de David, la cual separé en dos triángulos, ligados entre sí por líneas verticales, logrando obtener superficies hiperbólicas con una volumétrica cuya cúspide se dirige al cielo. La madera fue recubierta con una lámina dorada para dar la impresión de que es el elemento más importante y rico de la sinagoga», a decir de Pascual Broid.
Los vitrales los elaboró el artista Leonardo Nierman, en paisajes imaginarios en el momento de la creación, e integró elementos de agua, fuego, viento y tierra.